# 贺美英
贺美英（1937年12月—），教授，原清华大学党委书记，长期负责思想政治工作。

## 生平
贺美英1937年出生，1956年进入清华大学电机系，1958年加入中国共产党，1963年毕业留校，曾任校团委学习劳动部部长、校团委副书记。1978年后任自动化系党委副书记、书记、校党委常委。1986年7月任校党委副书记，1988年兼任副校长，1993年兼任校工会主席、校党委组织部部长。1995年9月，任清华大学党委书记。
1997年当选中共十五大代表，并成为中纪委委员。2002年卸任清华党委书记。